# アッチェットゥーラ
アッチェットゥーラ（イタリア語: Accettura）は、イタリア共和国バジリカータ州マテーラ県にある、人口約1,800人の基礎自治体（コムーネ）。

## 地理

### 位置・広がり

#### 隣接コムーネ
隣接するコムーネは以下の通り。括弧内のPZはポテンツァ県所属を示す。
- カルチャーノ
- カンポマッジョーレ (PZ)
- チリリアーノ
- オリヴェート・ルカーノ
- ピエトラペルトーザ (PZ)
- サン・マウロ・フォルテ
- スティリアーノ